# グリーゼ876d
グリーゼ876d（英:Gliese 876d）は、太陽系から約15光年離れた、赤色矮星グリーゼ876の周囲を公転する太陽系外惑星。位置的には内側から数えて第1惑星だが、発見された順が3番目であったため、惑星名はdとなる（Aは中心星）。

## 物理的特徴
この惑星が特に注目されるのは、その質量の小ささである。それまでに発見された系外惑星の多くが木星クラスの質量であり、最小のものでも天王星（地球の14倍）程度の重さがあった。しかしグリーゼ876dは下限質量が地球質量の6倍程度であり、主成分がほとんど岩石で構成されると推定されたことから、初の太陽系外における地球型惑星の発見例ではないかとする指摘もある。

グリーゼ876の各惑星の軌道。最も内側を回るのがグリーゼ876d

しかしながら、ホット・ジュピター同様に中心星の至近距離をわずか2日足らずで公転することから、表面温度は数百℃に達すると見られており、高温のため生命体の存在する可能性は低い。
同時に中心星の強力な潮汐力によって、地球の月のごとく自転と公転の周期が共鳴し一致している可能性がある（自転と公転の同期を参照）。
観測に用いられた視線速度法の特性のため、惑星の質量は下限値としてしか知られておらず、真の質量を求めるには軌道傾斜角（地球から見た天球面と惑星の公転面の傾き）を何らかの方法で確かめる必要がある。外側を公転する惑星bとcは、力学的シミュレーションの結果から50度程度の軌道傾斜角を持つことが分かっており、グリーゼ876dも同じ軌道平面にあると仮定するとその真の質量は地球の10倍程度になる。

## 巨大地球型惑星
グリーゼ876dより少ない質量の系外惑星は、2010年現在重力レンズ観測によるOGLE-2005-BLG-390Lbや、トランジット法・視線速度法で観測されたCoRoT-7bなど数個が知られている。太陽系の地球型惑星と比較してなおも質量が大きいことから、これらのタイプの惑星はまとめて「巨大地球型惑星（スーパー・アース）」と呼ばれている。
2006年には、太陽近辺の恒星に多くの巨大地球型惑星が存在し得るとする研究結果も出されており、更なる低質量惑星の発見に向けて観測が続けられている。